# Alte Post (Weißenburg)

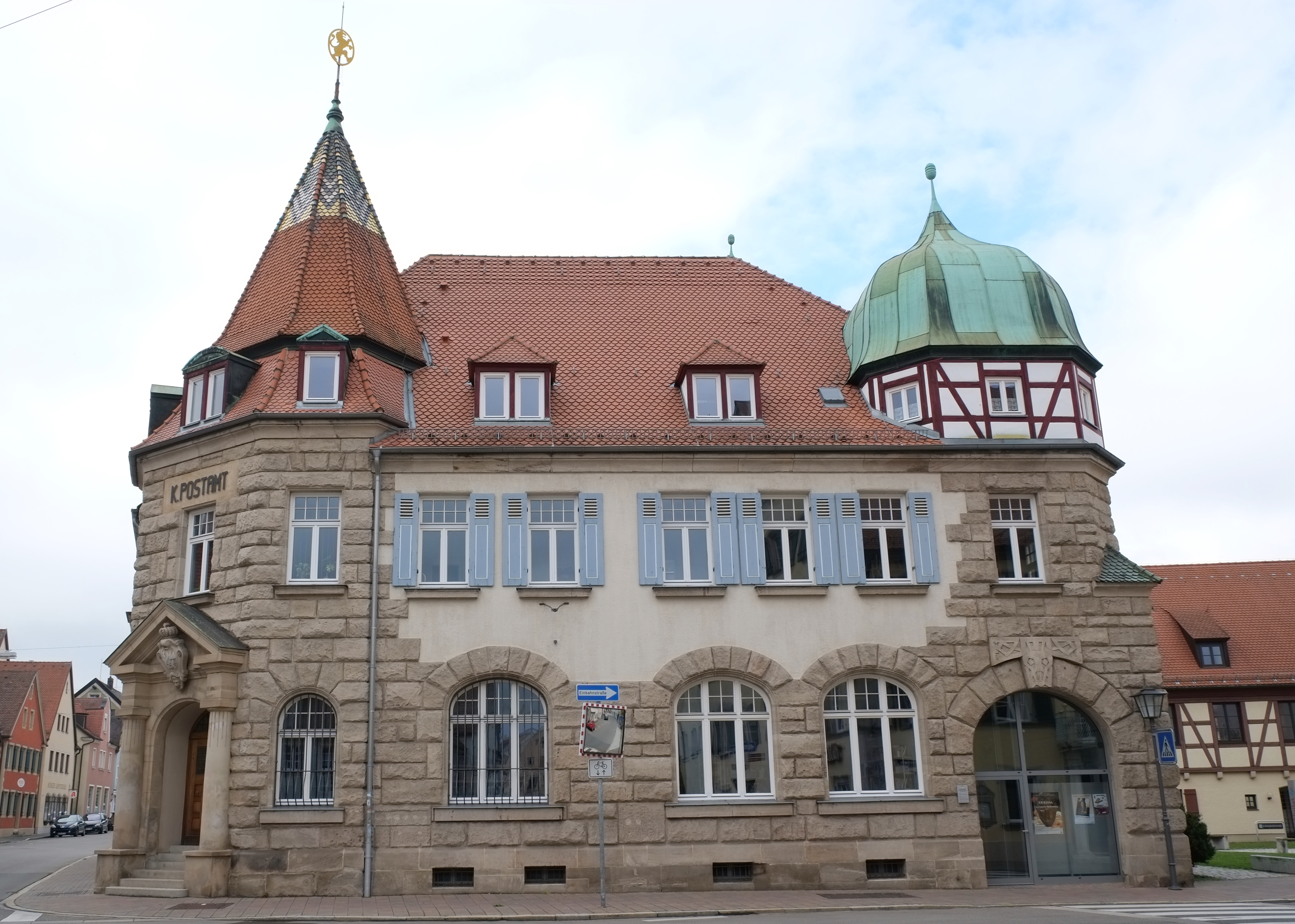
Alte Post in Weißenburg

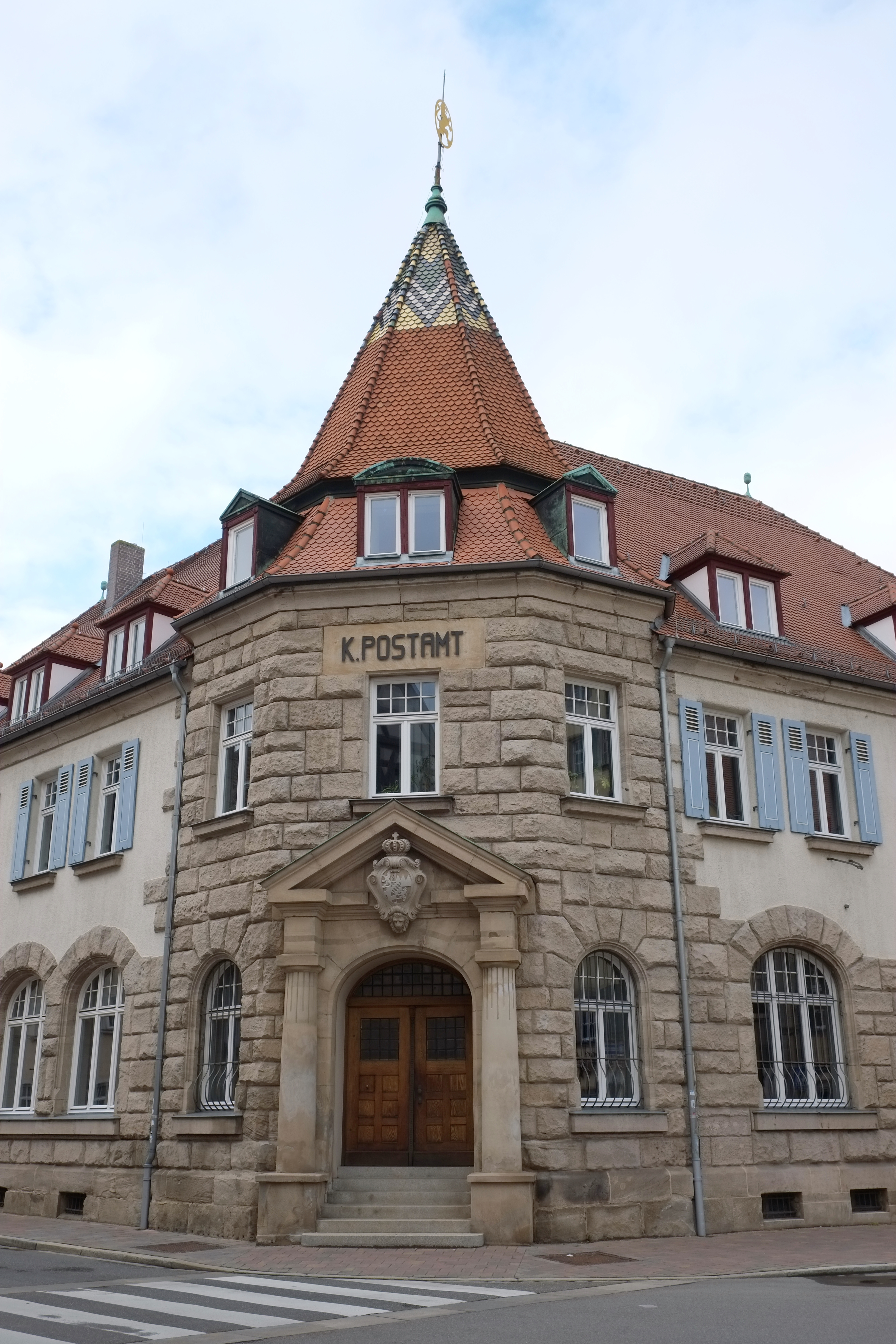
Eingangsbereich

Die Alte Post befindet sich in der denkmalgeschützten Altstadt von Weißenburg in Bayern in der Friedrich-Ebert-Straße 20, direkt neben dem Hauptgebäude des Landratsamtes Weißenburg-Gunzenhausen. Das Gebäude ist unter der Denkmalnummer D-5-77-177-160 als Baudenkmal in die Bayerische Denkmalliste eingetragen.
Das zweigeschossige repräsentative Eckgebäude wurde 1906 als Königlich Bayrisches Postamt errichtet. Nach der Eröffnung der neuen Postfiliale im Jahre 1966 in der Westlichen Ringstraße, der heutigen Schulhausstraße, erfolgte die Umnutzung als öffentliche Bücherei sowie Büro- und Wohngebäude. Im Jahr 1998 erwarb die Stadt Weißenburg das Gebäude und ließ es sanieren. 2000 wurde der Anbau fertiggestellt, worin sich heute der größere Teil der Stadtbibliothek Weißenburg befindet. Im zweiten Stockwerk befindet sich die Abteilung für Naturschutz des Landratsamts. Der  Hauptportal mit Vortreppe wird von einem spitzen Zeltdach gekrönt. Der Westflügel weist einen geschwungenen Giebel und Eckrisalit auf, der Nordflügel hingegen hat einen polygialen Eckturm mit Kuppelhaube. Die Gliederungen bestehen aus Haustein.